# Saranthe ustulata
Saranthe ustulata är en strimbladsväxtart som beskrevs av Otto Georg Petersen. Saranthe ustulata ingår i släktet Saranthe och familjen strimbladsväxter. Inga underarter finns listade.